# Набоков, Иван Александрович
Иван Александрович Набоков (1787—1852) — русский военачальник, генерал от инфантерии (06.12.1835), генерал-адъютант (01.02.1844) русской императорской армии. Участник Наполеоновских войн и Польской кампании 1831 года.

## Биография
Родился 11 марта 1787 года. Происходил из старинного дворянского рода Набоковых. Сын генерала Александра Ивановича Набокова.
Воспитывался в Пажеском корпусе, по окончании которого 1 января 1806 года был принят в лейб-гвардии Семёновский полк. Сражался в войне четвёртой коалиции и за Фридланд был награждён золотой шпагой с надписью «За храбрость». 1 мая 1811 года произведен в полковники.
Во время Отечественной войны 1812 года сражался при Бородино, Тарутино и Малоярославце (орден Святой Анны 2-й степени). В 1813 году — при Лютцене, Бауцене, Лейпциге и Кульме. За отличие в последнем сражении произведён в генерал-майоры и назначен шефом Севского пехотного полка. В 1814 году — при Бар-сюр-Об, Лобресселе, Арси-сюр-Об (ранен в голову), Труа, Фер-Шампенуазе и Париже (орден Святого Владимира 3-й степени, орден Святой Анны 1-й степени, золотая шпага с надписью "За храбрость", украшенная алмазами).
После окончания военных действий с 25.12.1815 командовал 3-й бригадой 5-й пехотной дивизии. С 06.01.1816 командир 3-й бригады 1-й гренадерской дивизии, с 16.02.1822 — начальник 3-й пехотной дивизии.
18 января 1826 года в Могилёве генерал-майор И. А. Набоков был назначен председателем комиссии военного суда над участниками восстания Черниговского полка «для суждения виновных офицеров, участвовавших в мятеже или к оному прикосновенных».
22.08.1826 произведён в генерал-лейтенанты и 28.01.1828 назначен начальником сводной дивизии 5-го пехотного корпуса, 22.08.1829 — 15-й пехотной дивизии. 18 декабря 1830 года награждён орденом Святого Георгия 4-го класса (№ 4413 по списку Григоровича — Степанова)
за 25 лет беспорочной службы.
С 20.01.1830 — начальник 3-й гренадерской дивизии, с которой участвовал в подавлении Польского восстания 1830 — 1831 годов. 22 августа 1831 года награждён орденом Святого Георгия 3-го класса (№ 431) 
в воздаяние отличного мужества и храбрости, оказанных в сражении против польских мятежников 14 мая при Остроленке.
За участие в штурме Варшавы получил орден Святого Александра Невского.
С 30.08.1832 командовал Гренадерским корпусом. 06.12.1835 произведён в генералы от инфантерии и 01.02.1844 пожалован в генерал-адъютанты. 20.12.1848 по состоянию здоровья освобождён от должности командира Гренадерского корпуса и назначен членом Военного совета Российской империи. С 19.02.1849 комендант С.-Петербургской (Петропавловской) крепости. С 02.05.1849 командующий всеми войсками в Санкт-Петербурге и директор Чесменской военной богадельни. Иван Александрович Набоков умер от нервического паралича 21 апреля [3 мая] 1852 года в Санкт-Петербурге и был похоронен на Комендантском кладбище около Петропавловского собора.

## Награды
- Золотая шпага с надписью «За храбрость» (20.05.1808)
- Орден Святой Анны 2-й степени (19.12.1812)
- Орден Святого Владимира 3-й степени (29.10.1813)
- Орден Святой Анны 1-й степени (20.02.1814)
- Золотая шпага с надписью «За храбрость», украшенная алмазами (18.03.1814)
- Императорская корона к ордену Святой Анны 1-й степени (22.09.1830)
- Орден Святого Георгия 4-й степени (18.12.1830)
- Орден Святого Георгия 3-й степени (22.08.1831)
- Орден Святого Владимира 2-й степени (19.10.1831)
- Орден Святого Александра Невского (09.11.1831)
- Знак отличия за военное достоинство 2-й степени (1832)
- Бриллиантовые знаки к ордену Святого Александра Невского (01.08.1836)
- Знак отличия беспорочной службы за XXX лет (1838)
- Орден Святого Владимира 1-й степени (21.11.1845)
- Орден Белого орла (23.09.1849)
- Орден Святого Андрея Первозванного (23.09.1849)

Иностранные:
- Прусский орден Красного орла 2-го класса (1814)
- Прусский орден Красного орла 1-го класса (1843)

## Семья

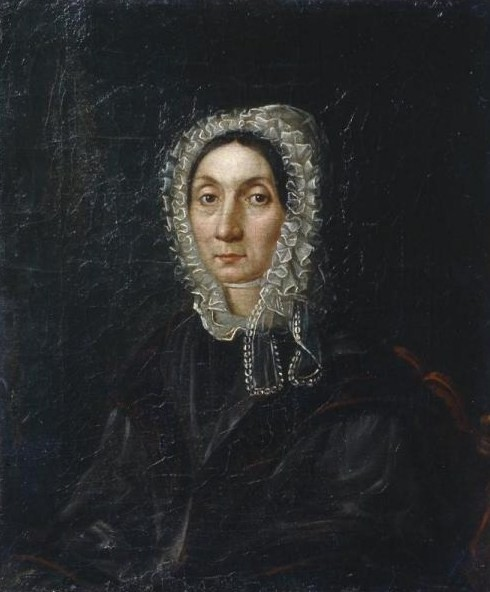
Екатерина Ивановна

Жена — Екатерина Ивановна Пущина (01.11.1791—25.11.1866), дочь сенатора И. П. Пущина и сестра декабриста Ивана Пущина. После его осуждения мадам Набокова пускала в ход все связи, чтобы улучшить положение брата на поселении. В её доме в Пскове несколько раз бывал Пушкин и подарил ей список стихотворения «Мой первый друг, мой друг бесценный». За заслуги мужа 21 апреля 1848 года была пожалована в кавалерственные дамы ордена Святой Екатерины (малого креста).
В браке имели троих сыновей —  Александра (15.11.1818—30.12.1819), Петра (1824—?) и Ивана (1826—1882; камергер двора), и шесть дочерей —  Екатерину (1815—1885; замужем с 15 апреля 1835 года за Алексеем Павловичем Полторацким), Александру (1816—1839), Веру (15.11.1820—?; фрейлина двора, в замужестве Кабанова), Анну (1828), Надежду (25.10.1833—14.11.1881; умерла от воспаления брюшной полости в Висбадене) и Софью (28.09.1835—15.11.1901; крестница Николая I и графини А. А. Орловой-Чесменской; умерла от паралича сердца в Висбадене, похоронена там же на русском кладбище).